# جودی ویلسون ریبولد
جودی ویلسون ریبولد (انگلیسی: Jody Wilson-Raybould؛ زادهٔ ۱۹۷۱ (۵۳–۵۴ سال)) یک سیاست‌مدار است. او وزیر دادگستری و دادستان کل کانادا بود.